# Advanta Championships 2005
Advanta Championships 2005 — жіночий тенісний турнір, що проходив на закритих кортах з твердим покриттям The Pavilion у Філадельфії (США). Належав до турнірів 2-ї категорії в рамках Туру WTA 2005. Відбувсь удвадцятьперше й востаннє і тривав з 31 жовтня до 6 листопада 2005 року. Третя сіяна Амелі Моресмо здобула свій третій поспіль титул в одиночному розряді й отримала 93 тис. доларів США.

## Фінальна частина

### Одиночний розряд
Амелі Моресмо —  Олена Дементьєва 7–5, 2–6, 7–5
- Для Моресмо це був 4-й титул в одиночному розряді за сезон і 18-й — за кар'єру.

### Парний розряд
Кара Блек /  Ренне Стаббс —  Ліза Реймонд /  Саманта Стосур 6–4, 7–6(7–4)